# Wendy Wyland
Janna Wendy Wyland (ur. 25 listopada 1964 w Jackson, zm. 27 września 2003 w Rochester) – amerykańska skoczkini do wody, brązowa medalistka olimpijska, medalistka mistrzostw świata, medalistka igrzysk panamerykańskich oraz uniwersjady.
Po raz pierwszy na arenie międzynarodowej pojawiła się w 1981 roku, podczas rozgrywanych pod egidą FINA zawodów Pucharu Świata w stolicy Meksyku, gdzie zajęła 3. pozycję w konkurencji skoku z wieży. W 1982 otrzymała złoty medal pływackich mistrzostw świata w konkurencji skoku z wieży 10 m, natomiast rok później została złotą i srebrną medalistką igrzysk panamerykańskich oraz brązową medalistką uniwersjady. W 1986 roku wywalczyła drugi w karierze medal mistrzostw świata, był to brązowy medal w konkurencji skoku z wieży 10 m, który zdobyła na czempionacie w Madrycie.
Raz w swojej karierze wystąpiła na igrzyskach olimpijskich. W 1984 wystąpiła na igrzyskach w Los Angeles, gdzie w konkurencji skoku z wieży uzyskała w finale rezultat 422,07 pkt i zdobyła brązowy medal.